# Pasquale Verdicchio
Pasquale Verdicchio, né en 1954 à Naples en Italie, est un professeur, critique littéraire, traducteur et écrivain canadien,.

## Biographie
Né à Naples en 1954, Pasquale Verdicchio est citoyen canadien. Il grandit à Vancouver en Colombie-Britannique. Il vit présentement aux États-Unis.
Il commence ses études à l'Université de Victoria, puis obtient une maîtrise à l'Université de l'Alberta ainsi qu'un doctorat à l'Université de Californie. Il est professeur de littérature à l'Université de Californie à San Diego. Il participe à l'ensemble des recherches sur l'écriture et la culture des minorités ethniques.
En poésie, il fait paraitre plusieurs titres notamment aux Éditions Guernica dont Moving landscape (1985), Nomadic trajectory (1990), Approaches to absence (1994) ainsi que The House is Past (2000).
En tant qu'essayiste, il fait notamment paraitre Devils in Paradise : Writing on Post-Emigrant Culture (Éditions Guernica, 1997), Bound by Distance : Rethinking Nationalism Through the Italian Diaspora (Bordighera, 1997) ainsi que The Southern Question (Éditions Guernica, 1995), une traduction de Antonio Gramsci.
En 2000, Le paysage qui bouge, regroupant des textes tirés de six recueils de Verdicchio écrits en anglais et publiés entre 1985 et 1995, traduit par Antonio D'Alfonso, parait aux Éditions du Noroît,. « La dimension hybride de ce recueil est à la fois intrigante et stimulante. La poésie de Verdicchio procède de considérations identitaires, mais sans jamais y faire référence de manière précise ou ostentatoire ».
Les thèmes centraux de ses œuvres sont : l'identité, la douleur, la mort, l'absence, l'exil, l'errance et la solitude. « Les textes de Verdicchio en prose ou en vers ont toujours cet effet déroutant de l'ellipse et cette constante oscillation entre précision et lyrisme ».

## Œuvres

### Poésie

#### Anglais
- Moving landscape, Montréal, Guernica, 1985, 46 p. (ISBN 0919349587 et 0919349595)
- Ipsissima Verba, Parentheses Writing Series, 1986, 16 p.
- Nomadic trajectory, Montréal, Guernica, 1990, 57 p. (ISBN 0920717101)
- Approaches to absence, Montréal, Guernica, 1994, 72 p. (ISBN 1-55071-006-0)
- The House is Past, Montréal, Guernica, 2000, 164 p. (ISBN 9781550711257 et 1550711253)

#### Français
- Le paysage qui bouge, choix et traduction par Antonio D'Alfonso, Montréal, Éditions du Noroît, 2000, 91 p. (ISBN 2-89018-435-8)

### Essai

#### Anglais
- The Southern Question, traduit par Antonio Gramsci, Montréal, Guernica, 1995, 96 p. (ISBN 9781550711967 et 1550711962)
- Devils in Paradise : Writing on Post-Emigrant Culture, Montréal, Guernica, 1997, 162 p. (ISBN 1550710273 et 978-1550710274)
- Bound by Distance : Rethinking Nationalism Through the Italian Diaspora, Bordighera, 1997, 262 p. (ISBN 1599541033 et 978-1599541037)
- Duologue : on culture and identity, Antonio D'Alfonso and Pasquale Verdicchio, Toronto, Guernica, 1998, 119 p. (ISBN 1-55071-072-9)

### Traduction
- Passenger : selected poems, de Antonio Porta, traduit de l'italien à l'anglais par Pasquale Verdicchio, Montréal, Guernica, 1986, 79 p. (ISBN 091934917X et 0919349749)
- The wall of the earth (1964-1975), de Giorgio Caproni, traduit de l'italien à l'anglais par Pasquale Verdicchio, Montréal, Guernica, 1992, 90 p. (ISBN 0920717535)

## Prix et distinctions
- 2011 - Finaliste : Prix littéraire Francesco Giuseppe Bressani[7]